# Siège de Grave (1586)
Guerre de Quatre-Vingts Ans
Batailles
- Chronologie de la guerre de Quatre-Vingts Ans
- Valenciennes
- Austruweel
- Rheindalen
- Heiligerlee
- Jemmingen
- Jodoigne
- Brielle
- 1er Flessingue
- Malines
- Goes
- Mons
- Haarlem
- 2e Flessingue
- Borsele
- Zuiderzee
- Alkmaar
- Leyde
- Reimerswaal
- Mook
- Lillo
- Zierikzee
- 1er Anvers
- 1er Bréda
- Gembloux
- Rijmenam
- 1er Deventer
- Maastricht
- 2e Bréda
- Açores
- 2e Anvers
- 3e Anvers
- Boksum
- Zutphen
- 1er Berg-op-Zoom
- Gravelines
- 3e Bréda
- 2e Deventer
- Groningue
- Huy
- 1er Groenlo1
- 2e Groenlo
- Turnhout
- Nieuport
- Ostende
- L'Écluse
- 3e Groenlo
- Saint-Vincent
- Gibraltar
- Saint-Vincent (1621)
- 2e Berg-op-Zoom
- 4e Bréda
- 4e Groenlo
- Matanzas
- Bois-le-Duc
- Abrolhos
- Slaak
- Maastricht
- 5e Bréda
- Cabañas
- Calloo
- Les Downs
- Saint-Vincent (1641)
- Hulst
- Cavite

Le siège de Grave, qui se déroule de février à juin 1586 pendant la guerre des Provinces-Unies contre Philippe II, oppose les défenseurs de la ville de Grave (duché de Brabant), commandés par Lubbert Torck et assistés par les troupes de Martin Schenk et de Philippe de Hohenlohe, et les troupes espagnoles commandées par Charles de Mansfeld et par Alexandre Farnèse, duc de Parme.
Malgré l'intervention des troupes anglaises de Robert Dudley, comte de Leicester, le baron Lubbert Torck (nl), encore inexpérimenté, cède de façon inattendue la ville au duc de Parme par un traité signé le 7 juin 1586.

## Contexte
En 1585, les troupes espagnoles ont connu un grand succès en prenant Anvers après un siège de treize mois et Alexandre Farnèse, depuis 1578 gouverneur général des Pays-Bas au nom de Philippe II, a l'intention de poursuivre la reconquête des provinces insurgées, qui forment désormais les Provinces-Unies.
Dès le mois de janvier 1586, il donne à Charles de Mansfeld l'ordre de prendre la ville de Grave, qui occupe une position stratégique importante : elle est située sur la rive gauche (sud) de la Meuse, à la frontière entre le duché de Brabant et le duché de Gueldre, bloquant l'accès au duché de Gueldre, tout en contrôlant la navigation sur la Meuse.

## Le siège

### Premières opérations (février-mars)
Mansfeld commence par créer cinq redoutes (avec 1 500 soldats) de l'autre côté de la Meuse et par installer un pont de bateaux relié à son campement où se trouve le reste des cinq mille soldats à un demi-mille de distance.
Des escarmouches ont lieu avec les troupes de Martin Schenk, qui sont stationnées à Wezel, mais elles sont incapables de déloger les troupes espagnoles.
Grave est une ville bien fortifiée défendue par quatre compagnies de fantassins commandées par Lubbert Torck. Des raids quotidiens sont lancés depuis Grave contre les troupes espagnoles.
Quelques membres de la garnison à court d'argent entrent en contact avec les Espagnols avec  l'intention de rendre la ville par traîtrise, mais ces plans sont révélés à temps et les coupables sévèrement punis.[réf. nécessaire]
Le 16 février, Lubbert Torck impose un couvre-feu à partir de 21 heures.
Au début du mois de mars, la ville connaît des problèmes de ravitaillement. Le 6 mars, un édit est publié obligeant à vendre les excédents à des taux fixes sous peine de confiscation.

### L'intervention de Hohenlohe (avril)
Hohenlohe s'était rendu à Grave avec trois mille hommes le 9 avril et avait entre-temps pu ravitailler la ville en vivres grâce à des péniches. Il avait occupé le fort de Molenschans qui était gardé par les agriculteurs de la région. Ceux-ci ont tous été pendus après s'être moqués de la reine Elizabeth. Leicester avait déjà tenté de se calmer. Hohenlohe vint une seconde fois apporter des provisions et, avec l'appui de Norrits, un chef anglais, il prit quelques châteaux et redoutes. Ils ont rencontré une forte résistance au château de Batenburg, mais les anciens murs du château n'étaient plus aussi solides. Lorsqu'ils ont ouvert le feu avec leurs canons, un mur d'enceinte s'est complètement effondré, provoquant la reddition de la garnison espagnole.
Mansfeld a ordonné une attaque avec trois mille soldats sur le camp dans la nuit du 15 au 16 avril. Deux d'entre elles ont été repoussées, mais la troisième a réussi. Les défenseurs ont alors fui, poursuivis par l'armée gouvernementale « espagnole ». Par chance, ils tombèrent dans les bras de renforts venant des États-Unis. Hohenhole et John Norris les rencontrèrent à la tête d'un contingent de deux mille cinq cents hommes anglais et hollandais. À partir de ce moment, les rôles s'inversent. Au moment où les alliés ont voulu attaquer les Espagnols, des renforts espagnols sont arrivés. Ainsi il arriva que deux armées de taille égale, forte de trois mille hommes, se firent face. Il y avait une forte pluie, il y avait un vent orageux, le niveau d'eau de la Meuse était élevé et sauvage. Les armées restèrent debout un moment, se regardant en silence. ... Soudain, ils s'entretuaient, le sang coulait aussi fort que la pluie tombait. Pendant une heure et demie. La tempête avait depuis augmenté pour devenir des vents de force ouragan, qui ont finalement déterminé la cessation de la bataille. Les Espagnols se retirent. Cent cinquante Hollandais et Anglais, environ quatre cents Espagnols, étaient morts dans la bataille. Parmi les Espagnols, deux capitaines et sept capitaines avaient été tués, et ils avaient également capturé un canon. Norrits avait été touché à la poitrine par une lance, Sir Johan Borowes avait perdu un doigt. Hohenlohe a ordonné la rupture d'une digue à Ravenstein, faisant monter le niveau d'eau dans les terres environnantes autour de Grave à un point tel qu'ils pouvaient désormais fournir à la ville des fournitures, des denrées alimentaires et des nécessités militaires avec des bateaux. Hohenlohe y a laissé un renfort supplémentaire de cinq cents hommes avec de quoi vivre pendant un an. Il semblait que Mansfeld ne réussirait pas son siège, mais le duc de Parme a réagi,.

### Ruée vers la victoire
Leicester était plein d'éloges pour le résultat de la bataille, car la bataille avec l'Empire espagnol se terminerait cet été. Il n'était pas ami de son compatriote John Norris, mais il le louait en ce moment. Cependant, il ne tarit pas d'éloges sur Hohenlohe qui lui devait tout. Il considérait cette bataille comme gagnée. Si Parme voulait se venger, Leicester le chasserait du pays, il voulait suivre de près, empêcher toutes ses entreprises. Ce serait bientôt la Saint-Georges. Il a organisé une grande et exubérante fête à Utrecht le 23 avril pour célébrer cela.
Il a marché triomphalement de La Haye à Utrecht, se régalant des fêtes et des repas les plus somptueux en cours de route. Dans chaque lieu qu'il visitait, des pièces de théâtre étaient montées, des arcs honorifiques érigés. A Amsterdam, il a été comparé à Samson dans sa bataille contre les Philistins. Des festivités ont eu lieu à l'arrivée à Utrecht. Tous les ponts et navires étaient décorés de fleurs printanières. Les balcons étaient décorés de rubans et de bannières. Du quartier des sépultures à la cathédrale, la route était bordée d'une double rangée d'archers portant des roses rouges aux armes, affublés d'armures. Trompettes en argent et écarlate, barons, chevaliers et officiers en chef, en drap d'or de toutes les couleurs. Parmi les invités se trouvaient Maurice d'Orange, le Conseil d'Etat, l'Electeur, prétendant du Portugal, le haut Anglais, Agnès de Mansfeld, le Prince de Chimay, les filles de Guillaume d'Orange et d'autres nobles dames. A table, avant de prendre la première bouchée, Maarten Schenk entra.
Fraîchement blessé, mais victorieux de son pillage sur Werl, à peine guéri des coups de lance qu'il avait reçus en apportant de la nourriture à Grave. La fête était maintenant encore plus exubérante, Schenk a été fait chevalier. Plats en forme de lions, tigres, dragons et léopards, entourés de paons, cygnes, faisans et dindes, "Dans leurs plumes naturelles, comme leurs plus beaux atours". Pendant ce temps, les cloches sonnaient les tonalités de la victoire. Après le repas, il y avait de la danse, du chant, des arts et des farces. Un repas du soir était alors apporté avec des joutes supplémentaires. Puis un autre "banquet de confiserie le plus précieux pour les chevaliers et les dames" a été apporté. Leicester a assuré qu'Anvers et Bruges seraient également repris avant juillet. Selon Leicester, Parme n'avait jamais été aussi vaincu et n'avait jamais sombré aussi bas.

### Arrivée du duc de Parme
Le 12 mai, le prince de Parme vint personnellement à Grave, il avait rejoint son armée composée de trois mille espagnols et de cinq mille hommes de toutes nationalités. Il avait permis à Haultepenne de briser son siège et de revenir de Neuss, renforçant ainsi considérablement son armée. Le 8 mai, Leicester était à Arnhem. Cependant, il n'est pas allé à Grave mais à Nimègue pour tenter d'arrêter le prince. La présence de Parme a remonté le moral des soldats, maintenant l'honneur de l'armée espagnole était en jeu. Le 31 mai, les approches étaient prêtes. Le 5 juin, il fait ériger des batteries de l'autre côté de la Meuse, qu'il utilise pour bombarder la ville avec vingt-quatre canons et deux mille tirs. Une brèche a été faite en prévision d'un assaut. L'église, la tour et quelques maisons ont été détruites par les bombardements.
Le 6 juin, Parme a survécu à un tir de canon pour la troisième fois. Pendant qu'il était en reconnaissance, les défenseurs l'ont visé depuis les remparts et le tir a arraché l'arrière-train de son cheval. Il y eut un moment de silence dans l'armée espagnole lorsque Parme gisait à terre. Parme se releva, examina que la brèche était suffisante, et ordonna l'attaque. Une attaque sauvage a suivi, mais elle a été repoussée par les défenseurs avec une grêle de pierres et de poix brûlante. Le lendemain, Parme avait son armée alignée en ordre de bataille. Cela a entraîné une grande terreur et une panique au sein de la ville de Grave assiégée. Lubbert Torck, le commandant de Grave, avait été placé à ce poste plus en raison de ses origines nobles qu'en raison de son passé militaire. Autant était-il brave au début du siège, il était envahi de doute à ce moment-là. Il a entendu les lamentations et les pleurs des femmes. Il se laissa persuader par ses capitaines de céder la ville au duc de Parme dont une majorité était en faveur de cette décision. De plus, des désaccords avaient surgi entre les citoyens et la garnison. Alors Torck a décidé de se rendre sous conditions.
Le duc de Parme ne comprenait pas cette proposition, d'autant plus qu'il avait appris qu'une grande armée de secours était en route vers Grave, mais il était toujours prêt à offrir des conditions favorables dans de telles situations. Et il a accepté l'accord. Le 7 juin, la ville passa aux mains des espagnols par un traité. La garnison a donc quitté la ville avec des bannières déployées et des tambours battants, avec armes et bagages, leurs femmes et leurs enfants. Ils ont reçu un sauf-conduit pour la ville de Zaltbommel. Le duc, une fois dans la ville, découvrit des stocks de vivre pour six mille hommes pendant un an. Une autre surprise l'attendait : les remparts avaient si peu souffert du bombardement de préparation qu'il lui aurait fallu beaucoup de temps pour faire une brèche suffisante pour une attaque réussie.

## Conséquences
Leicester était en route avec une armée de secours. Il avait perdu beaucoup de temps à faire la fête et à prendre des redoutes en cours de route. S'il avait évité d'agir ainsi, il aurait probablement pu sauver la ville. Au moment de faire traverser la Meuse à son armée, il apprit la nouvelle. Furieux, il retira son armée et fit établir ses quartiers dans le Bommelerwaard. Torck et la garnison de la ville le rejoignirent.

### Exécution
Une fois la garnison réunie avec les troupes hollandaises, Torck et ses officiers sont immédiatement arrêtés et conduits à Utrecht. Dans cette ville, lui et ses officiers sont jugés le 27 juin et condamnés à mort par une cour martiale. Le 28 juin, il est conduit à l'échafaud. Il fait alors une déclaration en néerlandais et en français qu'il était innocent du crime de trahison. Mais que les hurlements des femmes et des enfants, les gémissements des citoyens l'avaient effrayé. Le Conseil ne l'a pas déclaré coupable de trahison, mais a conclu qu'en raison de la lâcheté et de l'inexpérience, il avait abandonné la ville trop tôt "à cause de son inexpérience dans le fait de la guerre". Peu importe ce que lui, ses amis et sa famille basaient leur défense, il était coupable aux yeux de Leicester. Il fut décapité debout. Ses capitaines Duvant, Dionys et Koeboeckum devaient être exécutés par strangulation. Dionys, également reconnu coupable, a été inopinément gracié par Leicester lui-même, pour des raisons inconnues, et il a échappé à son sort. Hohenlohe était furieux contre Leicester, dont un de ses compatriotes (le capitaine Moore) avait vendu la cité d'Alost au duc de Parme, n'a pas été exécuté pour trahison, mais a été mis au service de Leicester comme membre de sa garde rapprochée personnelle. Mais maintenant qu'il s'agissait d'un ressortissant néerlandais, une peine de mort était impliquée,. Bien d'autres accusations s'ensuivirent contre Leicester, il aurait conclu secrètement des arrangements avec la reine Elizabeth et avec le duc de Parme, ce qui conduira finalement à sa destitution du commandement de l'armée en 1587 et il fut contraint de quitter les Pays-Bas.

### Départ du duc de Parme
Le duc de Parme avait entre-temps occupé Grave avec trois compagnies d'espagnols et une compagnie d'allemands. Les espagnols allaient améliorer la défense de cette ville dans les années suivantes et elle deviendra alors l'une des forteresses les plus solides des Pays-Bas. Puis il envoya son armée de l'autre côté du Rhin. Là, Schenk, Kloet et d'autres hommes pro-hollandais ont maintenu la région dans un état d'agitation constant. Plus tôt cette année-là, le comte de Nieuwenaar avait pris la ville de Neuss, où Herman Kloet (nl) commandait désormais. Ernst de Bavière a rencontré le duc de Parme déguisé. Il avait pressé Parme de l'importance de reprendre cette ville. Selon lui, c'était devenu un refuge pour les hérétiques, les bandits et les insurgés. Au début de juillet, Parme se tenait devant Neuss avec une armée de huit mille fantassins et de deux mille cavaliers. La bataille est ensuite devenue connue sous le nom de Massacre de Neuss (nl). Parme échappe une fois de plus à une tentative d'assassinat lorsqu'ils commencent à lui tirer dessus de manière inattendue. Il a alors laissé ses soldats se déchaîner. Là où jusqu'à présent il avait été relativement calme et maîtrisé dans sa politique militaire, à ce moment il y eut plus de quatre mille tués parmi les habitants, et seules huit maisons sont restées debout. Grave restera sous la domination espagnole jusqu'au 18 juillet 1602. À partir de ce jour, les troupes hollandaises sous le commandement du Prince Maurits vont assiéger la ville de Grave (nl).

### Médaille
Il n'était pas rare à l'époque de faire frapper des médailles de triomphe après des sièges. Celles-ci étaient généralement données dans des cercles intimes. C'était une vieille tradition venue d'Italie. Un an après le siège de Grave, une médaille a été émise de la taille d'un florin. La médaille a été frappée en l'honneur du duc de Parme pour sa victoire sur Grave. Au recto, Parme est représentée sur un char. Il conduit ses chevaux avec une grande hâte. Cela symbolise qu'en accélérant le siège, il a réussi à prendre Grave. L'inscription sur le bord indique : "GRAVIA SUBACTA TROPHEUM" (Victoire sur la prise de Grave). Au dos, un hollandais est tiré par l'oreille par un espagnol. L'inscription sur la tranche indique : "TREME AURIS BATAVA". (Bœuf, hollandais émoussé.).

## Sources
- (nl) Cet article est partiellement ou en totalité issu de l’article de Wikipédia en néerlandais intitulé « Beleg van Grave (1586) » (voir la liste des auteurs).